# أبو محمد عبد الله الأول الزياني
 أبو محمد عبد الله الأول  سلطان الدولة الزيانية الثالث عشر بتلمسان.

## اسمه ونسبه
أبو محمد عبد الله بن أبي حمو موسى بن أبي يعقوب يوسف بن أبي زيد عبد الرحمن بن أبي زكريا يحي بن يغمراسن بن زيان العبدوادي الزناتي.

## حكمه
بويع بتلمسان سنة 801 هـ 1399 م. وقد ثار على أخيه السلطان أبي زيان الثاني مدعوها بالجيش المريني وبعض قبائل المغرب الأوسط. وكان السلطان أبو زيان الثاني قد استبت له أمور الدولة فبدأ بتقوية ملكه ودولته مما أقلق بني مرين في الغرب. ففر هذا الأخير إلى المنطقة الشرقية طلببا للنصرة لاسترجاع ملكه، ودخل أبو محمد عبد الله تلمسان وبويع بها سلطانا.
عرفت فترة حكمه استقرارا نسبيا وبعد مرور ثلاث سنوات من ملكه واستتباب أمور الدولة له، أقلق أمره بني مرين وانقلبوا عليه وساندوا أخاه أبا عبد الله محمد، فدخل تلمسان سنة 804 هـ 1402 م وخلع أخاه وبويع سلطانا.